# Husaren på taget
Husaren på taget – originaltitel Le Hussard sur le toit – er en fransk film fra 1995 instrueret af Jean-Paul Rappeneau.
Filmen er adapteret fra en 1951 roman af Jean Giono. Den vandt to César-priser.

## Handling
I 1832 er Sydfrankrig hærget af en koleraepidemi. Pauline de Théus prøver at vende hjem til sit slot og sin mand, med hjælp af husarobersten Angelo Pardi, en carbonari som er forfulgt af det østrigske politi.

## Medvirkene
- Juliette Binoche : Marquise Pauline de Théus
- Olivier Martinez : Oberst Angelo Pardi
- Claudio Amendola : Maggionari
- Isabelle Carré : barnepigen
- Gérard Depardieu : politidirektøren af Manosque

og andre

## Eksterne Henvisninger
- Husaren på taget på Internet Movie Database (engelsk)
- Husaren på taget på Filmdatabasen
- Husaren på taget i Svensk Filmdatabas (svensk)
- Husaren på taget på AlloCiné (fransk)
- Husaren på taget på MovieMeter (nederlandsk)
- Husaren på taget på AllMovie (engelsk)
- Husaren på taget på Turner Classic Movies (engelsk)
- Husaren på taget på The Movie Database (engelsk)
- Husaren på taget på Rotten Tomatoes (engelsk)
- Husaren på taget på Box Office Mojo (engelsk)